# Bottapotamon lingchuanense
Bottapotamon lingchuanense is een krabbensoort uit de familie van de Potamidae. De wetenschappelijke naam van de soort is voor het eerst geldig gepubliceerd in 1997 door Türkay & Dai.